# Joe Fisher
Joe Fisher (9 de febrero de 1945) es un deportista neozelandés que compitió en judo. Ganó dos medallas en el Campeonato de Oceanía de Judo de 1975, plata en la categoría abierta y bronce en –93 kg.

## Palmarés internacional
| Campeonato de Oceanía | Campeonato de Oceanía        | Campeonato de Oceanía | Campeonato de Oceanía |
| Año                   | Lugar                        | Medalla               | Categoría             |
| --------------------- | ---------------------------- | --------------------- | --------------------- |
| 1975                  | Christchurch (Nueva Zelanda) | Medalla de plata      | Abierta               |
| 1975                  | Christchurch (Nueva Zelanda) | Medalla de bronce     | –93 kg                |